# 약관의 규제에 관한 법률
약관의 규제에 관한 법률(約款─規制─關─法律)은 대한민국의 법률로 계약체결시 약자인 소비자의 권리를 보호하기 위해 약관이 불공정한 것을 제한하는 법이다.  약관규제법은 원칙적으로 약관을 사용하고 있는 모든 계약에 적용되며 계약의 유형을 불문한다. 

## 예외
약관규제법은 ‘상법의 회사편’, ‘근로기준법’ 기타 대통령령이 정하는 비영리사업분야에 속하는 계약에 관한 약관에 적용하지 않는다. 

## 판례
보통보험약관이 계약당사자에 대하여 구속력을 갖는 것은 그 자체가 법규범 또는 법규범적 성질을 가진 약관이기 때문이 아니라 당사자가 계약내용에 포함시키기로 합의하였기 때문인 바, 일반적으로 보통보험약관을 계약내용에 포함시킨 보험계약서가 작성되면 약관의 구속력은 계약자가 그 약관의 내용을 알지 못하더라도 배제할 수 없으나 당사자가 명시적으로 약관의 내용과 달리 약정한 경우에는 배제된다고 보아야 하므로 보험회사를 대리한 보험대리점 내지 보험외판원이 보험계약자에게 보통보험약관과 다른 내용으로 보험계약을 설명하고 이에 따라 계약이 체결되었으면 그때 설명된 내용이 보험계약의 내용이 되고 그와 배치되는 약관의 적용은 배제된다.— 대법원 1989년3월28일 88다4645 판결

보험자 및 보험계약의 체결 또는 모집에 종사하는 자는 보험계약의 체결에 있어서 보험계약자 또는 피보험자에게 보험약관에 기재되어 있는 보험상품의 내용, 보험료율의 체계 및 보험청약서상 기재 사항의 변동 사항 등 보험계약의 중요한 내용에 대하여 구체적이고 상세한 명시·설명의무를 지고 있다고 할 것이어서 보험자가 이러한 보험약관의 명시·설명의무에 위반하여 보험계약을 체결한 때에는 그 약관의 내용을 보험계약의 내용으로 주장할 수 없다 할 것이므로, 보험계약자나 그 대리인이 그 약관에 규정된 고지의무를 위반하였다 하더라도 이를 이유로 보험계약을 해지할 수는 없다.— 대법원 1998년4월10일 97다47255 판결

## 같이 보기
- 공정거래위원회
- 약관